# 제3차 페스트 범유행

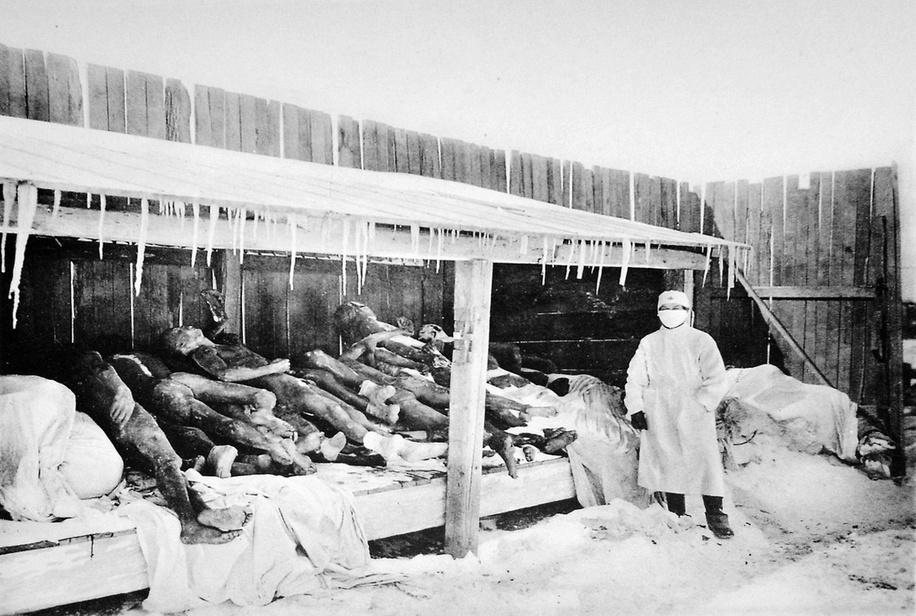
페스트로 사망한 만주인들.

제3차 페스트 범유행(Third plague pandemic)은 1855년 중국 윈난성에서 발생했다. 페스트는 인간이 거주하는 모든 대륙에 확산되었고, 인도와 중국 두 나라에서만 1천 2백만 명 이상이 사망했다. 세계보건기구에 의하면 제3차 범유행은 페스트 사망자가 연간 200명 이하로 떨어진 1959년까지 계속된 것으로 상정된다.